# اوتروپیا
اوتروپیا (انگلیسی: Eutropia; c. 252 – ۸ سپتامبر ۳۲۵) امپراتریس اهل روم باستان همسر امپراتور روم ماکسیمیان بود.